# Gondelbahn Stóg Izerski

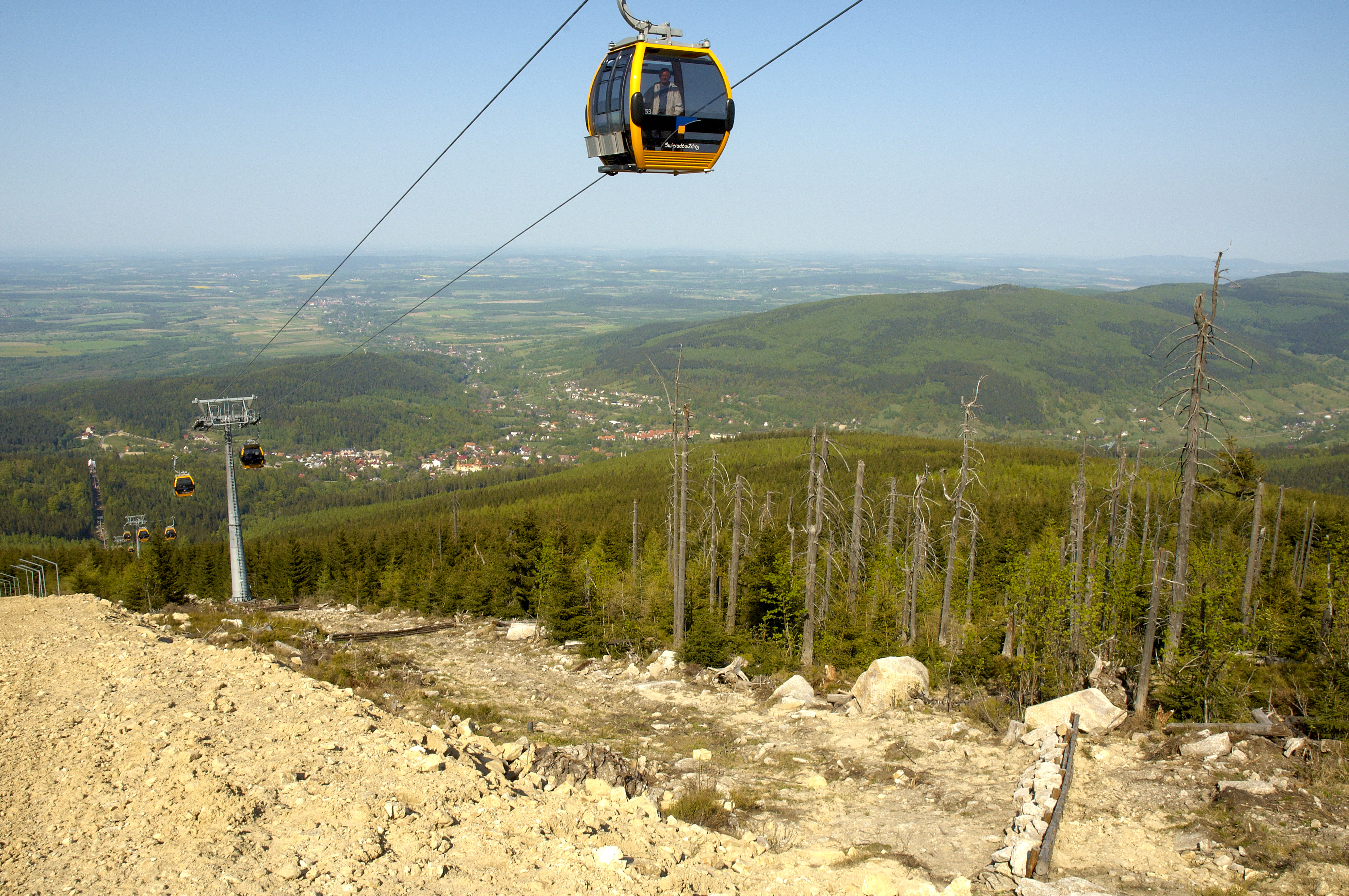
Gondelbahn

Die Gondelbahn Stóg Izerski ist eine Gondelbahn in Świeradów-Zdrój (Bad Flinsberg), die auf den südlich vom Ortskern gelegenen Berg Stóg Izerski (Heufuder) im Isergebirge führt. Sie wird von dem Unternehmen Sobiesław Zasada Sp. z o.o verwaltet.

## Geschichte
Die Gondelbahn Stóg Izerski wurde 2007 bis 2008 von der Doppelmayr/Garaventa-Gruppe gebaut und in der Wintersaison 2008/2009 eröffnet. Es verkehren verglaste Gondeln, von denen das Panorama ins Isergebirgsvorland bewundert werden kann.

## Lage
Die untere Station Gondelbahn Stóg Izerski liegt in Świeradów-Zdrój, südlich vom Ortskern auf 617 m über NN, die obere Station befindet sich etwa 60 m unterhalb des Gipfels des Stóg Izerski, unmittelbar östlich der Heufuderbaude. In der Baude befindet sich ein Kiosk, ein Restaurant und ein kleines Hotel. Die Gondelbahn erschließt das Skigebiet Ski & Sun.

## Technische Daten
Die Gesamtlänge der Seilbahn beträgt 2171 m, der Höhenunterschied 443 m und die Geschwindigkeit der Gondeln 8 m/s.
| Gondelbahn                 | Stóg Izerski  |
| -------------------------- | ------------- |
| Länge                      | 2171 m        |
| Höhe der unteren Station   | 617 m n.p.m.  |
| Höhe der mittleren Station | 1060 m n.p.m. |
| Höhenunterschied           | 443 m         |
| Stützen                    | 14            |
| Waggontyp                  | 8 Personen    |
| Anzahl der Waggons         | 71            |
| Personen pro Stunde        | 2400          |